# Ernesto Milà
Ernesto Milà Rodríguez (Barcelona, 1952) es un escritor y analista español.

## Biografía

### Del Partido Español Nacional Socialista (PENS) a la cárcel de La Santé
Como activista político, inició su carrera política en la organización nacional-socialista Partido Español Nacional Socialista (PENS). En muchas ocasiones se determinó que sus siglas estaban acompañadas del nombre V Comando Adolfo Hitler, entre cuyos miembros se hallaba Juan José Bosch Tàpies, uno de los acusados por el atentado contra El Papus . En colaboración con el SECED franquista, el grupo atentó entre otros contra el taller Picasso y publicaciones como Gran Enciclopedia Catalana y El Ciervo, según relata Xavier Casals Meseguer en Los neonazis en España (Editorial Grijalbo, 1995). Las conexiones de Milá con el SECED (y, posteriormente, con la trama civil del 23-F) fueron mencionadas también por el periodista Enric Juliana; éste cursó el COU en Badalona con un alumno que se presentó como activista de extrema izquierda, pero resultó ser el fundador del PENS, y aunque Juliana no lo nombró en su artículo, Milá corroboró que era él mismo desde su blog. 
Milà se afilió al Círculo José Antonio de Barcelona y luego pasó a Fuerza Nueva en 1975, dirigida por Blas Piñar, donde fue expulsado en 1977 por haber contraído matrimonio civil y diferencias ideológicas de signo racista, participando primero en el Frente Nacional de la Juventud fundado por Ramón Graells Bofill en Barcelona,  que luego se fusionó con el Frente de la Juventud compuesto por disidentes de Fuerza Nueva, liderado por Juan Ignacio González, en Madrid.
En 1980, se marchó a París, tras producirse una manifestación de la formación neonazi Frente de la Juventud, en la cual se asaltó la sede de la UCD. Detenido en Francia por ser sospechoso de atentar contra la sinagoga de la calle Copérnico, fue condenado a tres meses de prisión por uso de documentación falsa, condena que cumplió en la Prisión de La Santé de París[cita requerida]. Desde la cárcel, envió una carta pidiendo perdón a Blas Piñar y asegurando que había regresado a la fe católica, según muestra con la documentación pertinente el propio Blas Piñar en Escrito para la historia (Editorial Fuerza Nueva Editorial, 2000).
En enero de 1981 con Milà huido de España, más de treinta militantes del Frente de la Juventud fueron detenidos por la policía acusados de actividades terroristas, entre otros atentados fueron acusados de colocar una bomba en Madrid por la que murió una persona y otras nueve resultaron heridas. El partido se disolvió el 29 de agosto de 1982.

### Klaus Barbie, detenciones y condenas de cárcel
Desde Francia se marchó a Latinoamérica. En países latinoamericanos, tuvo relación con dictaduras militares de diverso signo y particularmente con la dictadura de Luis García Meza Tejada en Bolivia, vinculada con el criminal nazi fugado Klaus Barbie y el terrorista neofascista italiano Stefano Delle Chiaie, relación reconocida por el propio Milà al escritor Manuel Vázquez Montalbán y recogida en el libro Mis almuerzos con gente inquietante (Planeta, 1984).
De regreso a España en 1983, fue detenido por la Policía en la frontera española para cumplir la condena por el asalto a la sede de la UCD.
El diario El País del 22 de febrero de 1983 informó del ingreso en la prisión de Carabanchel de Milà y Rafael Tormo Acosta tras su detención en la frontera española. Ferrán Sales, en El País del 14 de abril de 1983, informó del escrito de la esposa de Ernesto Milà en el que pedía su libertad.
En 1985, Milà estaba huido de la justicia española. El 3 de octubre de 1985 El País informaba de una nueva detención en Barcelona de Ernesto Milá por parte de la Policía y de su traslado inmediato a la Cárcel Modelo de Barcelona, con objeto de que cumpliese la condena de dos años de cárcel por la manifestación ilegal que asaltó la sede de la UCD en 1980.

### Ultra esotérico ychamán
Al salir de la cárcel, Milà fundó la revista Disidencias, tras haber participado en la fundación de Juntas Españolas con el director de El Alcázar, Antonio Izquierdo. Dirigió en ese tiempo Ediciones Alternativa que publicó las primeras traducciones de las obras de Julius Evola, pseudónimo del barón Giulio Cesare Andrea Evola, esoterista e ideólogo del neofascismo italiano. Se le recuerda por traducir al italiano una edición del panfleto antisemita Protocolos de los Sabios de Sion, un libelo apócrifo creado por la Ojrana (policía secreta del Imperio Ruso zarista) para justificar los pogromos contra los judíos.
En 2000 se integró en Democracia Nacional, hasta que se desvinculó en 2004 tras ser elegido Manuel Canduela, presidente del partido.
Ha colaborado en diversos medios y publicaciones, aunque predominando los esotéricos y ocultistas. Ha publicado al mismo tiempo en revistas como El Alcázar. 
Fue jefe de redacción en la revista Saber Más, distribuida en 1997 con la edición de El Mundo en Cataluña. De ahí pasó a jefe de redacción de Nuevos Horizontes, dirigida por Sebastià-Daniel Arbonés Subirats y luego a la revista Seguridad.
Entre sus últimas entrevistas destaca la concedida a un diario en Lisboa. Al volver a España explica: "Acabo de regresar de Lisboa (ciudad que un español no puede dejar de visitar) en donde fui a presentar el libro "Identidad, patriotismo y arraigo en el siglo XXI". De paso, el semanario "O'Diabo" me hizo una entrevista de dos páginas que publica en su edición de esta semana".
En los últimos años se aproxima al partido ultraderechista España 2000.

### Blog personal
Milà tiene un blog personal en el que expone temas sobre política española, internacional, geopolítica, cultura, economía, inmigración, terrorismo, teorías conspirativas, cine, viajes, esoterismo, o su visión personal sobre Marruecos, el Estatut, Zapatero, Mayo del 68 o las conspiraciones del 11-S.

### Libros publicados
- Ultramemorias, Retrato Pintoresco de 40 Años de Extrema Derecha. Editorial: EMINVES 2011, Volumen I: ISBN 978-84-615-1921-7; Volumen II: ISBN 97978-84-615-6454-57
- El Misterio Gaudí (con el seudónimo de "Ernesto Cadena"). Ediciones Acervo 1978, ISBN 87-002-245-8
- Los Marginales (con el seudónimo de "Ernesto Cadena"). Ediciones Acervo 1978, ISBN 84-7002-252-0
- Thule - La Cultura de la otra Europa (como uno de los dos "coordinadores" de la obra y autor de varios artículos). Segunda Edición: Ediciones Titania, 2008, Dep. Leg. M-43076-2008
- Nazisme et esotérisme (en francés), Editions Pardés, Puiseaux 1990, ISBN 2-86714-078-1
- El Misterio Gaudí, Editorial Martínez Roca, Barcelona 1994, ISBN 84-270-1930-0
- Guía de la Barcelona Mágica, Editorial Martínez Roca, Barcelona 1995 (3ª Edición en 2008), ISBN 84-270-1977-7
- Guía de los Cátaros, Editorial Martínez Roca, Barcelona 1998, ISBN 84-270-2329-4
- Dalí entre Dios y el Diablo, Editorial PYRE, Barcelona, 2002, ISBN 84-932356-2-8
- La Gran Mentira: 11 de septiembre de 2001 (con el seudónimo de "León Klein"; la 2ª edición de esta obra en 2004, lleva el nombre del autor), Editorial PYRE, Barcelona 2002, ISBN 84-932356-1-X
- Las claves del fenómeno Le Pen (con el seudónimo de "Hervé Blanchart"), Editorial PYRE, Barcelona 2002, ISBN 84-932356-4-4
- El Enemigo del Sur (con el seudónimo de "León Klein"), Editorial PYRE, Barcelona 2002, ISBN 84-932356-5-2
- El Libro Negro de la Inmigración (con el seudónimo de "León Klein"), Editorial PYRE, Barcelona 2003, ISBN 84-932356-7-9
- 11-M: Los perros del infierno, Editorial PYRE, Barcelona 2004, ISBN 84-933678-5-0
- Marruecos: la amenaza. Editorial PYRE, Barcelona 2005, ISBN 84-934118-4-1
- Gaudí y la Masonería, Ernesto Milà, Barcelona 2005, 84-934118-2-5
- ¿Fumas porros gilipollas? (con el seudónimo de "Rafael Pí"), Barcelona 2004 (2ª Edición 2005), ISBN 84-933678-1-8
- ¿Aún votas merluzo? (con el seudónimo de "Pol Ubach"), Barcelona 2004 (2ª Edición 2005), ISBN 84-933678-3-4
- Manual del divorciado (con el seudónimo de "Pol Ubach"), Barcelona 2005, ISBN 84-934118-1-7
- Los Gays vistos por un hétero (con el seudónimo de "Rafael Pi"), Barcelona 2005, ISBN 84-934118-0-9
- La depresión y la madre que la parió (con el seudónimo de "Rafael Pi"), Barcelona 2005, ISBN 84-934118-5-X
- Manual de Lucha Política, Ediciones Identidad, Dep. Leg. SE-7252-2008
- MILITIA, las bases de la tradición guerrera, Ediciones Identidad Dep. Leg. SE-7251-2008
- Estudio sobre la Masonería, 2011, RHF
- José Antonio y los no conformistas. Personalismo y Revolución Nacional a los dos lados de los Pirineos, Editorial EMinves, 2013
- Ramiro Ledesma a contraluz. Por una comprensión integral de su vida y de su obra, Editorial EMinves, 2014
- Teoría del mundo cúbico. Riesgos y destino de la globalización, Editorial EMinves, 2014
- Escritos sobre antisemitismo. Realidad y ficción de la cuestión judía', Editorial EMinves, 2015
- Manual del candidato. Elecciones municipales 2015, Editorial EMinves, 2015
- MILICIA. El libro de la tradición guerrera, Editorial EMinves, 2015
- José Antonio a contraluz. Problemas de la historia de Falange Española, Editorial EMinves, 2015